# (423205) Echezeaux
(423205) Echezeaux est un astéroïde de la ceinture principale.

## Description
(423205) Echezeaux est un astéroïde de la ceinture principale. Il fut découvert le 5 septembre 2004 à Vicques par Michel Ory. Il présente une orbite caractérisée par un demi-grand axe de 2,79 UA, une excentricité de 0,30 et une inclinaison de 13,3° par rapport à l'écliptique.

## Compléments